# ファイヴ・ライヴ・ヤードバーズ
『ファイヴ・ライヴ・ヤードバーズ』（Five Live Yardbirds）は、イギリスのロック・バンド、ヤードバーズが1964年に録音・発表したライブ・アルバム。バンドの公式デビュー・アルバムに当たる。

## 背景
ヤードバーズは正式デビュー前の1963年末から1964年初頭に、アメリカのブルース・ミュージシャン、サニー・ボーイ・ウィリアムソンII世のイギリス・ツアーでバック・バンドを務め、当時のライブ録音は、ヤードバーズがアメリカでブレイクを果たした後の1966年にアルバム『サニー・ボーイ・ウィリアムソン&ザ・ヤードバーズ』として発表された。その後、EMI傘下の「コロムビア」との契約を得て、1964年3月に本作のライブ録音が行われた。詳細な録音日は不明で、録音が行われたマーキー・クラブの公式サイトでは3月13日録音、クリス・ウェルチによる書籍『Clapton - Updated Edition: The Ultimate Illustrated History』では3月20日録音とされている。そして、同年6月発売のデビュー・シングル「アイ・ウィッシュ・ユー・ウッド」（ビリー・ボーイ・アーノルドのカヴァー）、10月発売のセカンド・シングル「グッド・モーニング・リトル・スクールガール」（サニー・ボーイ・ウィリアムソンI世のカヴァー）を経て、12月に本作がリリースされた。
本作のためのライブ録音では、「アイ・ウィッシュ・ユー・ウッド」もセットリストに入っていたが、ポール・サミュエル＝スミスが誤ってテープから消してしまったため、未収録になったという。また、本作に収録された「グッド・モーニング・リトル・スクールガール」のライブ録音は、シングル・ヴァージョンとは異なり、エリック・クラプトンとサミュエル＝スミスがリード・ボーカルを担当した。
本作は当時アメリカでは発売されず、クラプトン脱退後の1965年11月に発売されたアメリカ企画のアルバム『ハヴィング・ア・レイヴ・アップ』には、本作から「スモークスタック・ライトニング」、「リスペクタブル」、「アイム・ア・マン」、「ヒア・ティス」の4曲が収録された。

## 評価
ヤードバーズ脱退後のクラプトンを自分のバンドに迎えたジョン・メイオールは、本作について「何曲かでエリックのギター・ソロを聴くことができ、実にワイルドだ。しかし、テクニックというか技巧面では取るに足りない。あまりにも平凡だ」と批判的なコメントを残している。一方、Bruce Ederはオールミュージックにおいて5点満点中4.5点を付け「演奏の面でも音質の面でも、1960年代中期としては最良のライブ・レコードである」と評している。

## 収録曲
1. トゥー・マッチ・モンキー・ビジネス - Too Much Monkey Business (Chuck Berry) - 3:52
2. アイ・ガット・ラヴ・イフ・ユー・ウォント・イット - I Got Love If You Want It (Slim Harpo) - 2:40
3. スモークスタック・ライトニング - Smokestack Lightnin' (Howlin' Wolf) - 5:35
4. グッド・モーニング・リトル・スクールガール - Good Morning Little Schoolgirl (Sonny Boy Williamson) - 2:44
5. リスペクタブル - Respectable (O'Kelly Isley, Ronald Isley, Rudolph Isley) - 5:35
6. ファイヴ・ロング・イヤーズ - Five Long Years (Eddie Boyd) - 5:21
7. プリティ・ガール - Pretty Girl (Ellas McDaniel) - 3:00
8. ルイーズ - Louise (John Lee Hooker) - 3:43
9. アイム・ア・マン（英語版） - I'm a Man (E. McDaniel) - 4:33
10. ヒア・ティス - Here 'Tis (E. McDaniel) - 5:11

### 2000年リマスターCD (VICP-61097)ボーナス・トラック
11. - 14.は1964年2月（1963年11月の説もある）のデモ録音、15.は1963年12月のライブ録音。これら5曲は、2006年再発CD (VICP-63565)にも収録された。
1. ベイビー・ホワッツ・ロング - Baby What's Wrong (Jimmy Reed) - 2:38
2. ブーム・ブーム - Boom Boom (J. L. Hooker) - 2:25
3. ハニー・イン・ユア・ヒップス - Honey in Your Hips (Keith Relf) - 2:19
4. トーキング・バウト・ユー - Talking 'Bout You (C. Berry) - 1:57
5. ハニー・イン・ユア・ヒップス（ライヴ） - Honey in Your Hips (Live) (K. Relf) - 2:25

## 参加ミュージシャン
- キース・レルフ - リード・ボーカル(#4を除く全曲)、ハーモニカ、マラカス
- エリック・クラプトン - リード・ボーカル(on #4)、リードギター
- クリス・ドレヤ - リズムギター
- ポール・サミュエル＝スミス - リード・ボーカル(on #4)、ベース
- ジム・マッカーティ - ドラムス